# Wskaźnik R/P
Wskaźnik R/P  – wskaźnik wyrażający stosunek zasobów danego surowca R (reserves) do poziomu produkcji danego rodzaju paliwa P (production). Wskaźnik R/P określa prawdopodobny okres eksploatacji tych zasobów w latach, przy obecnym poziomie produkcji. 
Wskaźniki R/P dla wybranych rodzajów paliw odnoszących się do zasobów światowych:
- ropa naftowa: 27–43 lat,
- gaz ziemny: 60 lat,
- węgiel kamienny: ok. 200 lat,
- węgiel brunatny: 300 lat,
- technologia reaktorów termicznych: od 60–210 lat (w zależności od stopnia rozwoju technologii).